# Squadron leader
Squadron leader (zkratkou Sqn Ldr v RAF a IAF ; SQNLDR v RAAF a RNZAF; dříve ve všech těchto vzdušných silách S/L) je důstojnická hodnost užívaná britským Royal Air Force  a mnoha letectvy států s historickými tradicemi spojenými s britskými, například zemích Commonwealthu a bývalých britských kolonií. Kromě toho se v britské angličtině příležitostně používá jako překlad odpovídajícího hodnostního stupně i pro země neužívající specifickou hodnostní terminologii pro letectvo.

Rukávové hodnostní označení hodnosti squadron leader užívané RAF

Nižší hodností bývá flight lieutenant, vyšší wing commander.
V rámci NATO je označená kódem OF-3, takže odpovídá hodnosti lieutenant-commander (korvetní kapitán) u námořních sil nebo majorovi v ostatních složkách.